# Chalain-d’Uzore
Chalain-d’Uzore ist eine französische Gemeinde mit 668 Einwohnern (Stand: 1. Januar 2022) im Département Loire in der Region Auvergne-Rhône-Alpes. Sie gehört zum Arrondissement Montbrison und zum Kanton Montbrison. Die Bewohner werden Chalinois und Chalinoises genannt.

## Lage

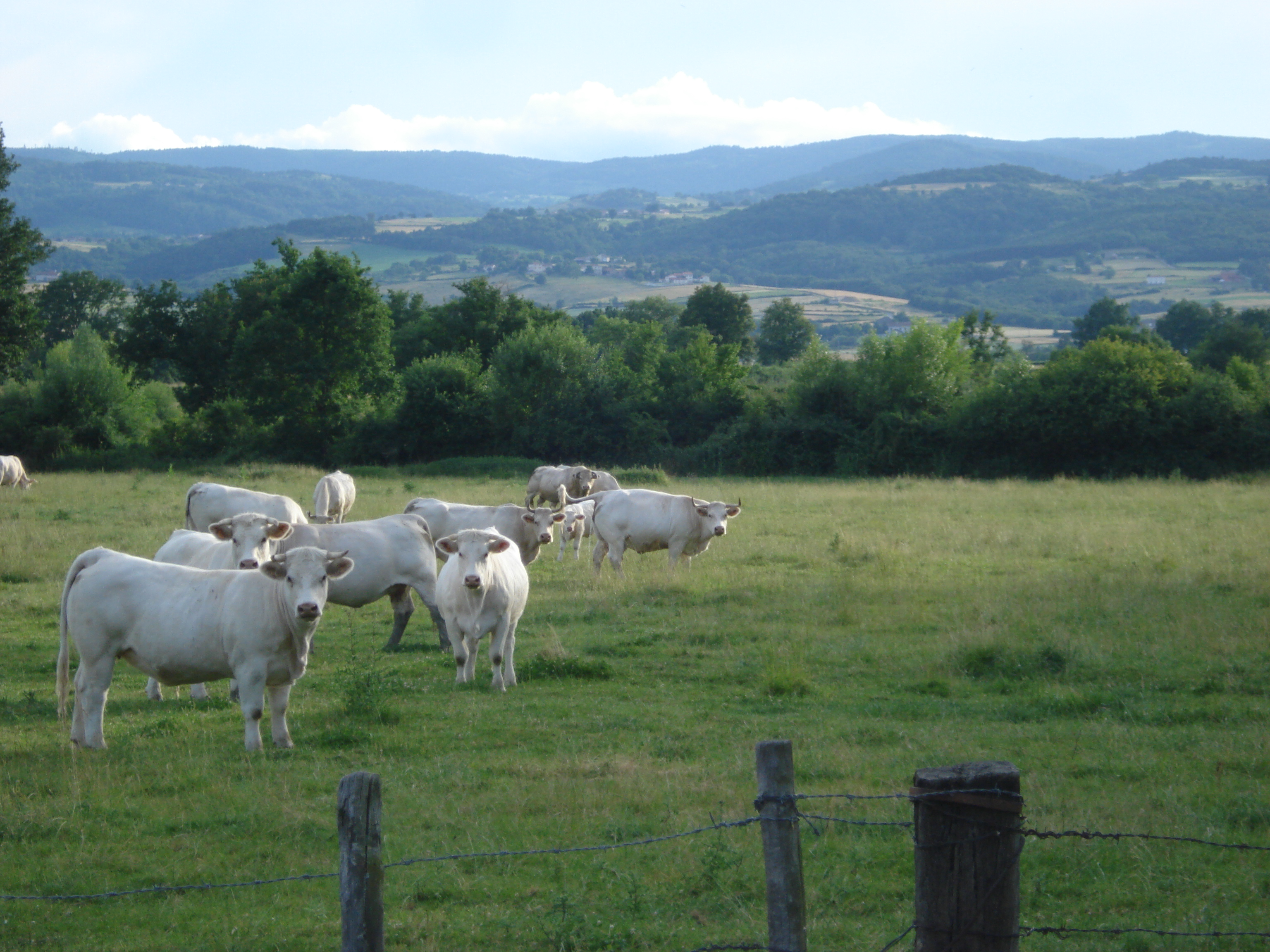
Landschaft bei Chalain-d’Uzore

Chalain-d’Uzore liegt am Hang des Mont d’Uzore in rund sieben Kilometer Entfernung von Hauptort Montbrison. Das Gemeindegebiet wird vom Flüsschen Félines durchquert, an der südlichen Gemeindegrenze verläuft der Pralong. Im Nordwesten grenzt die Gemeinde an Marcilly-le-Châtel, im Norden an Montverdun, im Osten an Saint-Paul-d’Uzore, im Süden an Champdieu und im Westen an Pralong.

## Bevölkerungsentwicklung
| Jahr                       | 1962 | 1968 | 1975 | 1982 | 1990 | 1999 | 2008 | 2017 |
| -------------------------- | ---- | ---- | ---- | ---- | ---- | ---- | ---- | ---- |
| Einwohner                  | 234  | 233  | 263  | 337  | 375  | 443  | 538  | 557  |
| Quellen: Cassini und INSEE |      |      |      |      |      |      |      |      |

## Sehenswürdigkeiten

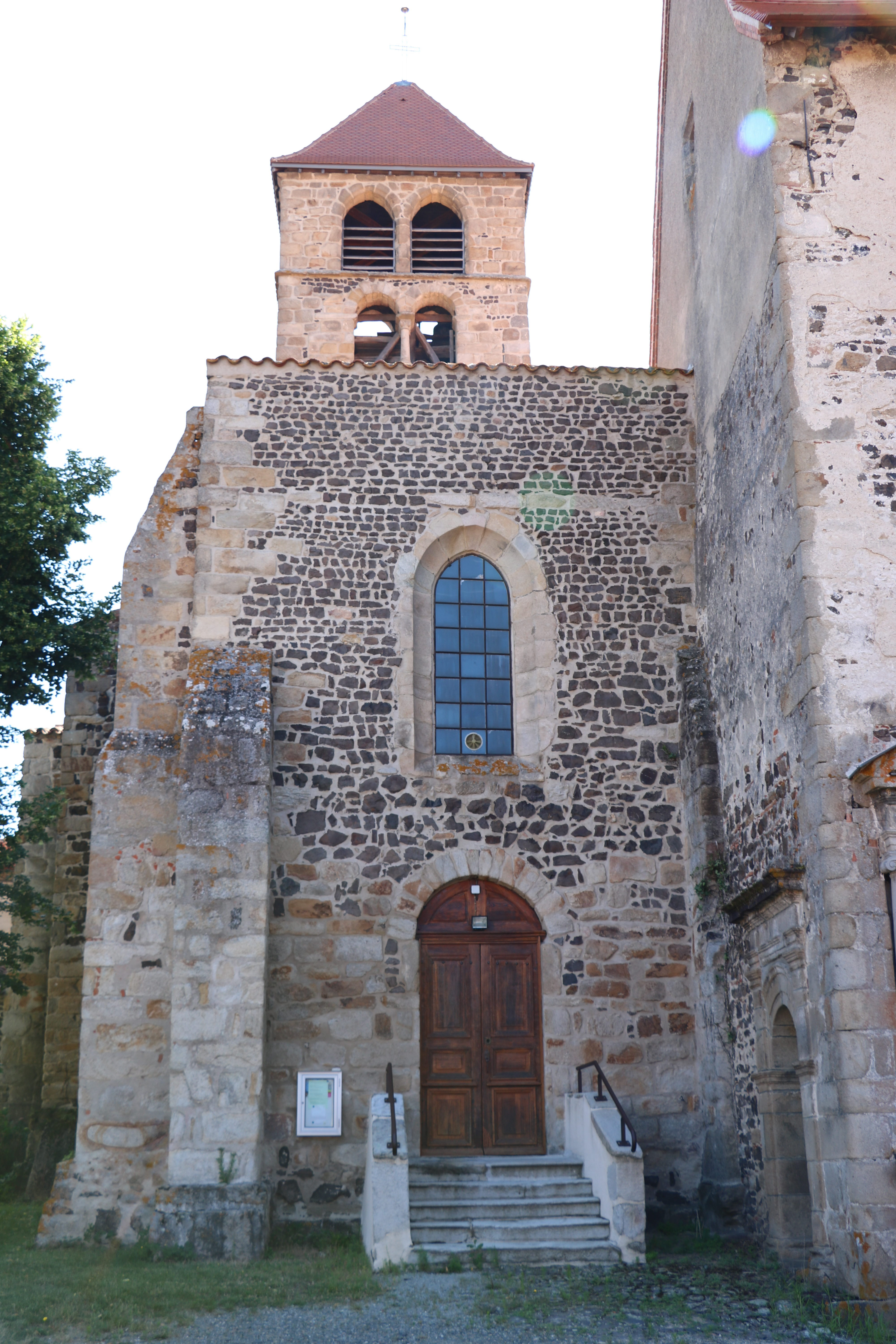
Kirche Saint-Didier

Das Château de Chalain stammt aus dem 16. Jahrhundert. Es befindet sich in Privatbesitz und kann nicht besichtigt werden. Einige Innenräume, Teile des Innenhofs sowie die Nord-, West- und Südfassade stehen seit 1980 unter Denkmalschutz.
Ebenso wie das Schloss stammt auch die bereits 1964 zum Monument historique erklärte Kirche Saint-Didier aus dem 11./12. Jahrhundert.